# Hwa&Dam Pictures
Hwa&Dam Pictures (tiếng Hàn: 화앤담픽쳐스; Romaja: Hwaaendampikcheoseu; dịch nghĩa đen: "Flowers & Walls Pictures"; stylised as hwa&dam pictures) là một công ty sản xuất phim truyền hình, Hwa&Dam Pictures là công ty con của Studio Dragon

## Hoạt động
| Năm  | Tiêu đề                            | Tên ban đầu                                   | Kênh               | Ghi chú                                | Chú thíc. |
| ---- | ---------------------------------- | --------------------------------------------- | ------------------ | -------------------------------------- | --------- |
| 2009 | Hot Blood                          | 열혈 장사꾼                                   | KBS2               |                                        |           |
| 2010 | Secret Garden                      | 시크릿 가든                                   | SBS TV             | Co-produced with Secret Garden SPC     |           |
| 2011 | Miss Ajumma                        | 미쓰 아줌마                                   | SBS TV             |                                        |           |
| 2012 | Phẩm chất quý ông                  | 신사의 품격                                   | SBS TV             | Co-produced with CJ E&M                |           |
| 2012 | The Birth of a Family              | 가족의 탄생                                   | SBS TV             |                                        |           |
| 2013 | The Heirs                          | 왕관을 쓰려는 자, 그 무게를 견뎌라 – 상속자들 | SBS TV             |                                        |           |
| 2014 | Bí mật ở Chơng đam đông            | 청담동 스캔들                                 | SBS TV             |                                        |           |
| 2014 | One Sunny Day                      | 좋은 날                                       | LINE TV DramaFever | First series aired outside South Korea |           |
| 2015 | Bubble Gum                         | 풍선껌                                        | tvN                |                                        |           |
| 2016 | Guardian: The Lonely and Great God | 쓸쓸하고 찬란하神 – 도깨비                    | tvN                | Đồng sản xuất với Studio Dragon        |           |
| 2017 | Bravo My Life                      | 브라보 마이 라이프                            | SBS TV             | Đồng sản xuất với Studio Dragon        |           |
| 2018 | Quý ngài ánh dương                 | 미스터 션샤인                                 | tvN                | Đồng sản xuất với Studio Dragon        |           |
| 2019 | Phẩm chất quý cô                   | 검색어를 입력하세요: WWW                      | tvN                | Đồng sản xuất với Studio Dragon        |           |
| 2020 | Quân vương bất diệt                | 더 킹: 영원의 군주                            | SBS TV             | Đồng sản xuất với Studio Dragon        |           |

## Danh sách nghệ sĩ

### Kịch bản
- Kim Eun-sook
- Kwon Do-eun

### Đạo diễn
- Baek Sang-hoon
- Jung Ji-hyun
- Lee Eung-bok